# Yu-Gi-Oh! Capsule Monster Coliseum
 (mai 2021).
Si vous disposez d'ouvrages ou d'articles de référence ou si vous connaissez des sites web de qualité traitant du thème abordé ici, merci de compléter l'article en donnant les références utiles à sa vérifiabilité et en les liant à la section « Notes et références ».
 (mai 2021).
La mise en forme du texte ne suit pas les recommandations de Wikipédia : il faut le « wikifier ».
Les points d'amélioration suivants sont les cas les plus fréquents. Le détail des points à revoir est peut-être précisé sur la page de discussion.
- Les titres sont pré-formatés par le logiciel. Ils ne sont ni en capitales, ni en gras.
- Le texte ne doit pas être écrit en capitales (les noms de famille non plus), ni en gras, ni en italique, ni en « petit »…
- Le gras n'est utilisé que pour surligner le titre de l'article dans l'introduction, une seule fois.
- L'italique est rarement utilisé : mots en langue étrangère, titres d'œuvres, noms de bateaux, etc.
- Les citations ne sont pas en italique mais en corps de texte normal. Elles sont entourées par des guillemets français : « et ».
- Les listes à puces sont à éviter, des paragraphes rédigés étant largement préférés. Les tableaux sont à réserver à la présentation de données structurées (résultats, etc.).
- Les appels de note de bas de page (petits chiffres en exposant, introduits par l'outil «  Source ») sont à placer entre la fin de phrase et le point final[comme ça].
- Les liens internes (vers d'autres articles de Wikipédia) sont à choisir avec parcimonie. Créez des liens vers des articles approfondissant le sujet. Les termes génériques sans rapport avec le sujet sont à éviter, ainsi que les répétitions de liens vers un même terme.
- Les liens externes sont à placer uniquement dans une section « Liens externes », à la fin de l'article. Ces liens sont à choisir avec parcimonie suivant les règles définies. Si un lien sert de source à l'article, son insertion dans le texte est à faire par les notes de bas de page.
- La présentation des références doit suivre les conventions bibliographiques. Il est recommandé d'utiliser les modèles {{Ouvrage}}, {{Chapitre}}, {{Article}}, {{Lien web}} et/ou {{Bibliographie}}. Le mode d'édition visuel peut mettre en forme automatiquement les références.
- Insérer une infobox (cadre d'informations à droite) n'est pas obligatoire pour parachever la mise en page.

Pour une aide détaillée, merci de consulter Aide:Wikification.
Si vous pensez que ces points ont été résolus, vous pouvez retirer ce bandeau et améliorer la mise en forme d'un autre article.
Yu-Gi-Oh! Capsule Monster Coliseum est sorti sur Playstation 2 en 2004. Contrairement aux autres jeux vidéo Yu-Gi-Oh, il se concentrait sur le moins connu Yu-Gi-Oh! Capsule Monsters Collectible Figure Game présenté dans le manga. C'était avant la sortie du spin-off de l'anime Capsule Monsters.

## Histoire
En mode Campagne, le joueur assume le rôle de Yami Yugi alors qu'il participe à un tournoi Capsule Monsters. Cependant, Yami et Yugi n'ont aucune idée de la façon de jouer au jeu à l'époque, ayant été trop impatients d'entrer avant d'apprendre les règles du jeu. Ils rencontrent Grand-père dans sa nouvelle boutique Capsule Monster, où il leur montre comment créer un élément Symbole qui les représente dans le jeu et leur permet d'acheter autant de monstres que possible avec le MP qu'ils ont gagné. Il explique également les huit types de monstres: Lumière> Ténèbres> Terre> Tonnerre; Feu> Bois> Vent> Eau. En d'autres termes, avoir des monstres d'un seul type est TRÈS dangereux, ce qui facilite la victoire de l'ennemi. Le symbole affecte également les monstres qu'ils contrôlent; par exemple, les monstres sombres seraient affaiblis par un symbole de lumière. Et si le symbole est détruit, ils perdent. Le principal moyen de gagner est de détruire tous les monstres de vos adversaires, en les laissant sans mouvements. Bien que l'on puisse également détruire le symbole, mais avoir moins de butin de victoire, AKA a détruit le monstre, au choix.
Ensuite, Yami Yugi entre dans la première arène et bat facilement Joey. Il choisit quatre Faucheurs de Feu pour ses monstres et choisit une carte de terrain qui leur est défavorable. Avant de partir pour son prochain adversaire, Joey dit à Yami Yugi que s'il efface les quatre arènes, "un nouveau chemin apparaîtra ou quelque chose comme ça".
Yami Yugi part et se déplace pour vaincre Tristan, Tea, Duke Devlin et Grand-père, nettoyant la première arène. Duke et Grandpa s'avèrent habiles en choisissant leur carte de terrain et leurs monstres pour couvrir leurs faiblesses tandis que Tristan et Tea s'avèrent plus faciles à battre en raison de leur inexpérience. L'étape de Tristan introduit des zones sur une carte terrestre qui peuvent endommager certains types de monstres qui ne lui conviennent pas. La scène de Tea introduit des changements occasionnels sur la carte qui se produisent plus la correspondance est longue; le sien est une chute de neige inoffensive et une perte de puissance de la lumière.
Dans la deuxième arène, Yami Yugi bat Weevil Underwood , Rex Raptor , Mai Valentine , Mako Tsunami et Mokuba Kaiba . Rex et Mokuba ont également des champs qui peuvent endommager les monstres; cependant, Mokuba est spécifique au type. Mai s'avère la plus difficile à battre en raison de son choix stratégique de types de monstres. Bien que Mokuba soit confiant dans ses compétences (voir le volume 3 du manga), Yugi le bat et apprend que son rival Seto Kaiba est également dans le tournoi.
Après avoir gagné sa place dans la troisième arène, Yami Yugi affronte Odion , Marik Ishtar , Bakura , Bandit Keith et Maximillion Pegasus . Aucune compétence réelle n'est nécessaire pour Bakura, car c'est un novice comme Joey, Tea et Tristan; Pegasus, Odion, Marik et Keith sont les plus forts des joueurs ici. Odion joue une stratégie simple, il est donc facile de le déjouer. Les champs de Bakura et Keith sont neutres, n'ayant pas de transformations spéciales. Pegasus et Marik ont des champs avec différents avantages de type; cependant, seul le champ de Marik change littéralement en fonction de l'endroit où les monstres sont déplacés (le champ est composé de cubes qui représentent chaque élément).
Avec une seule arène à parcourir, Yami Yugi continue.
Dans l'arène quatre, Yami Yugi est choqué de trouver les versions possédées de Marik et Bakura comme adversaires; chacun a vu le match que lui-même avait avec Yami Yugi, il est donc préférable d'utiliser de nouvelles stratégies. Une autre nouvelle choquante est que Shadi a pris part au tournoi avec Ishizu Ishtar . Finalement, Yami Yugi se retrouve face à face avec Seto Kaiba et le bat; Fait intéressant, Kaiba ne joue qu'un seul Blue Eyes. La stratégie de Shadi se concentre sur la confusion et empêche ses pièces d'être regroupées. Kaiba et Ishizu envoient prudemment des monstres, gardant une garde autour de leurs symboles. Contre les homologues Yami (sombres), c'est un match (littéralement) assez simple, mais leurs champs ont chacun une mauvaise surprise.
Dès que cette zone aura été dégagée, la foudre frappera le ciel et les nuages deviendront violet foncé; la musique inspirante se transforme également en un thème plus inquiétant. Deux orbes de lumière virevoltent hors du ciel et pénètrent dans le sol, provoquant l'émergence d'une imposante forteresse avec un gros joyau brillant au-dessus. Le pharaon et Yugi réalisent que c'est la nouvelle voie dont Joey avait parlé auparavant, ce qui signifie que les adversaires les plus forts du tournoi Capsule Monster y attendent.
À l'intérieur pour le titre de Capsule Monster Champion, Yami Yugi affronte à nouveau le porteur des objets du millénaire : Pegasus, Ishizu, Yami Marik (qui est banni dans les ténèbres d'où il est venu) et Shadi. Une fois vaincus, Yami Yugi affronte à nouveau Kaiba (dont le nouveau champ donne des avantages à TOUS les huit types de monstres de la capsule).
Après la défaite de Kaiba, le joueur a remporté avec succès le titre de roi des monstres de capsule.

## Système de jeu
Le jeu présente quelques écarts par rapport à son homologue manga. Les deux joueurs ont une pièce appelée "Symbole" (que Mattel appela plus tard un Monstre Roi) et un certain nombre de monstres en fonction de la limite de pièces et du nombre de points de monstre à dépenser. Le but du jeu est d'utiliser vos monstres pour détruire tous les monstres de votre adversaire ou leur symbole. Après les parties, les monstres peuvent monter de niveau, ce qui les rend plus forts dans le prochain match. Les monstres peuvent fusionner dans le jeu, mais vous ne récupérez pas les monstres matériels par la suite; seulement la fusion. Certains terrains sur le terrain peuvent rendre un monstre plus fort ou plus faible en fonction de l'attribut du monstre. Le nombre total de monstres est de 200.

## Domaines
Capsule Monsters a un total de cinq zones, qui peuvent être jouées à la fois en mode campagne et en mode combat gratuit. Les adversaires dans chacun sont les suivants:
Notez que certains personnages apparaissent plus d'une fois dans le jeu en tant qu'adversaires une fois que vous atteignez le King Coliseum.

### Zone 1
- Joey Wheeler[1](Symbole: Feu; Zone: Capitale oubliée)
- Tristan Taylor (Symbole: Bois; Zone: Entrepôt condamné)
- Duke Devlin (symbole: sombre; zone: cage électrique)
- Téa Gardner (Symbole: Eau; Secteur: Rue Sacrée)
- Solomon Muto (Symbole: Terre; Zone: Stade du challenger)

### Zone 2
- Charançon Underwood (Symbole: Bois; Superficie: Ancienne forêt d'origine)
- Mako Tsunami (symbole: eau; mer des miracles)
- Rex Raptor (Symbole: Terre; Zone: Tombe des anciens rois)
- Mai Valentine (Symbole: Vent; Zone: Vents hurlants de la vallée)
- Mokuba Kaiba (Symbole: Tonnerre; Zone: Manoir Guidé)

### Zone 3
- Bakura (symbole: sombre; zone: fleurs de cerisier éclairées par la lune)
- Bandit Keith (Symbole: Dark; Zone: Treasure Trove)
- Maximillion Pegasus (Symbole: Lumière; Zone: Paradis imparfait)
- Odion (Symbole: Terre; Zone: Terre brûlante)
- Marik Ishtar (symbole: sombre; zone: jardin du gourou)

### Zone 4
- Shadi (symbole: lumière; zone: sanctuaire illimité)
- Yami Bakura (symbole: sombre; zone: site de cérémonie méchant)
- Yami Marik (Symbole: Vent; Zone: Couloirs de la folie)
- Ishizu Ishtar (symbole: vent; région: vallée pourpre)
- Seto Kaiba (Symbole: Lumière; Zone: Cité de la Rédemption)

### Zone 5 (King Coliseum)
- Maximillion Pegasus (Symbole: Lumière; Zone: Sanctuaire du Chaos)
- Ishizu Ishtar (Symbole: Lumière; Zone: Site sans fin)
- Yami Marik (symbole: feu; zone: montagne de feu)
- Shadi (symbole: sombre; zone: sanctuaire scellé)
- Seto Kaiba (Symbole: Lumière; Zone: Palais aérien)